# Скијашко трчање на Зимским олимпијским играма 1924.
Скијашко трчање на првим Зимским олимпијским играма 1924. у Шамонију, само у мушкој конкуренцији. На програму су биле две дисциплине скијашког трчања на 18 и 50 километара. Трка на 18 км је била и део Светског првенства у нордијском скијању, које је било спојено све до Зимских олимпијских игара 1980. године
Учествовало је 59 такмичара из 12 земаља. У обе трке је учествовало 15 такмичара

## Распоред такмичења
| Датум                  | Старт | Дисциплина        |
| ---------------------- | ----- | ----------------- |
| Среда 30. јануар 1924  | 8,30  | 50 км за мушкарце |
| Субота 2. фебруар 1924 | 9,30  | 18 км за мушкарце |

## Земље учеснице
| - Чехословачка (6) - Финска (5} - Француска (8) - Италија (7) | - Југославија (4) - Летонија (1} - Мађарска (3) - Норвешка (5) | - Пољска (3) - Шведска (6) - Швајцарска (7) - Сједињене Америчке Државе (4) |

- У загради се налази број спортиста који су се такмичили за ту земљу

## Освајачи медаља
| Дисциплина   |                        | Резултат  |                                | Резултат  |                                | Резултат  |
| 18 км детаљи | Торлејф Хав · Норвешка | 1:14:31,4 | Јохан Гретумсбротен · Норвешка | 1:15:51,0 | Тапани Нику · Финска           | 1:16:26,0 |
| 50 км детаљи | Торлејф Хав · Норвешка | 3:44:32   | Торалф Стремстад · Норвешка    | 3:46:23   | Јохан Гретумсбратен · Норвешка | 3:47:46   |

## Биланс медаља
|            | Држава   |   |   |   |   |
| ---------- | -------- | - | - | - | - |
| 1.         | Норвешка | 2 | 2 | 1 | 5 |
| 2.         | Финска   | 0 | 0 | 1 | 1 |
| Укупно (2) |          | 2 | 2 | 2 | 6 |

## Статистика
- Најмађи учесник — Адре Блисе, Француска, 20 година и 14 дана
- Најстарији учесник — Андерс Хауген, САД, 35 година и 100 дана
- Највише медаља, појединачно — 2 медаље Торлејф Хав, Норвешка (2. златне), Јохан Гретумсбратен, Норвешка (1. сребрна, 1. бронзана)
- Највише медаља, екипно — 5 медаља Норвешка (2. златне, 2. сребрне и 1. бронзана)

Технички, резултати Торлифа Хава и Јохана Гретумсбратена у трци на 18 км би требало да буду поништени из простог разлога што нису били пријављени за трку. Тапани Нику ипак није пристао да добије златну медаљу из спортских разлога, али му је Францусли алпски клуб касније доделио ово признање.